# Rosamunde

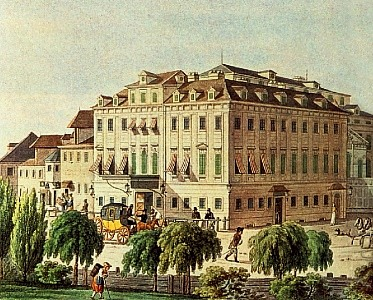
El Theater an der Wien a començaments del (gravat de Jakob Alt). Aquí es va estrenar Rosamunde el 20 de desembre de 1823.

Rosamunde, Fürstin von Zypern (Rosamunde, Princesa de Xipre) és una obra de Helmina von Chézy, la qual és recordada principalment per la seva música incidental, música composta per Franz Schubert. L'obra s'estrenà al Theater an der Wien el 20 de desembre de 1823.

## L'obra
La versió del text de l'obra original de von Chézy, en quatre actes, s'ha perdut, així com la música de Schubert. Tanmateix, una versió posterior en cinc actes, modificada, fou descoberta en la Biblioteca Estatal de Württemberg, i va ser publicada l'any 1996. S'ha pogut recuperar un autògraf amb fragments de l'obra original.
L'argument tracta de Rosamunde, una princesa de Xipre que va ser criada d'incògnit com a pastora per Axa, una dona vídua. Rosamunde, ja de gran, intenta reclamar el seu tron. El governador Fulgentius (Fulvio en el versió revisada) –que ja té la mort dels pares de Rosamunde sobre la seva consciència–, intenta frustrar els plans Rosamunde, inicialment amb intrigues, més endavant amb una proposta de matrimoni i finalment intenta d'enverinar-la. Rosamunde, que té un escrit del seu pare per fer la reclamació al tron, rep el suport de poble xipriota i del príncep cretenc Alfonso, el seu pretendent. Finalment, tots els intents de Fulgentius fallen, mor per l'acció del seu propi verí i Rosamunde accedeix al tron.

## Música incidental
La música incidental de Rosamunde està instrumentada per a orquestra i, en alguns dels números, hi ha diverses combinacions de cantants.

### Obertura
Hi ha dues obertures associades a Rosamunde: 
- L'obertura que Schubert va utilitzar per a la producció teatral era la que inicialment havia compost per a l'òpera Alfonso und Estrella, però posteriorment la va trobar poc adequada i la canvià.
- La primera publicació en la que es relaciona l'obertura de Dau Zauberharfe (L'Arpa Màgica) amb la música incidental de Rosamunde es remunta a 1855 i apareix la partitura d'aquella obertura, amb la indicació que era del drama Rosamunde.[6] No hi ha tanmateix cap prova que indiqui que Schubert tingués la intenció d'associar aquesta obertura amb la resta de la música de Rosamunde.[2]

### Música incidental
| Impromptu en si♭. Andante (tema)                                 |
|                                                                  |
| El tema de "Rosamunde" de l'Impromptu Op. 142 núm. 3 per a piano |
|                                                                  |

Els deu números de la música incidental de Rosamunde, D 797 (segons el catàleg Deutsch), són:
1. Entreacte núm. 1, en si menor (Allegro molto moderato), que podrien haver estat pensat com el finale de la Simfonia Inacabada de Schubert.[7]
2. Música de ballet núm. 1; realment són dues peces en una. La primera és una marxa en si menor (Allegro moderato) i comença amb una versió modificada del tema d'obertura del primer entreacte. Com en l'entreacte, acaba en si major.
a. Entreacte núm. 2 en re major (Andante); les seccions exteriors del qual té el mateix material temàtic que el núm. 5, el "Cor dels esperits". Les seccions centrals d'ambdós, encara que diferent, presenten en una forma similar.
b. Romanze, "Der Vollmond Strahlt auf Bergeshöh'n" ("La lluna plena brilla a dalt de la muntanya") (Andante con moto) en fa menor i fa major, per a contralt i orquestra.
3. Geisterchor (Cor dels esperits), "En der Tiefe wohnt das Licht" ("En la profunditat mora la llum") en re major (Adagio), acompanyant el beuratge verinós.
4. Entreacte núm. 3 en si♭ major (Andantino); és una de les peces més conegudes de Schubert. El tema principal va ser utilitzat més endavant en l'Impromptu en si♭, Op. 142 (D 935), núm. 3. Schubert va fer servir un tema gairebé idèntic en el segon moviment del seu Quartet de corda en la menor, D 804.[2]
5. Hirtenmelodien (Les melodies dels pastors) en si♭ major (Andante). Un sextet per a clarinets, fagots i trompes.
6. Hirtenchor (El cor dels pastors), "Hier auf den Fluren" (Aquí en els passadissos) en si♭ major (Allegretto).
7. Jägerchor (El cor dels caçadors), "Wie lebt sich és tan fröhlich im Grünen" (Com és d'alegre viure feliçment al camp) en re major (Allegro moderato).
8. Ballet núm. 2; un Andantino en sol major.

### Partitura
El núm. 3b (Romanze) va ser publicada l'any 1824 com a Op. 26, en una versió amb acompanyament per a piano. Els núms. 4, 7 i 8 possiblement foren publicat primer en la mateixa sèrie. Posteriorment van aparèixer més publicacions amb un o més dels números de l'obra. El 1867 tots els números amb l'excepció del 3a i el 6, havien sigut publicats en una o més versions.
George Grove i Arthur Sullivan redescobriren les parts musicals del manuscrit original quan van visitar Viena el 1867 justament per investigar l'obra de Schubert. Grove va escriure: "vaig trobar, al fons de l'armari, i en la cantonada més llunyana, uns fracells de llibres de música de dos peus d'altura, curosament lligats, amb la pols intocable de gairebé mig segle. … Aquests eren els documents de la totalitat de la música de Rosamunde, que van endreçar i lligar molt bé després de la segona representació el desembre de 1823, i probablement mai més es van tocar de llavors ençà. Schneider [el conservador] va estar divertit amb la nostra emoció; … amablement, ens va donar permís per treure-les i copiar què vam voler.
No va ser fins al 1891 quan, dins la Sèrie XV, Volum 4 de l'edició de Breitkopf & Härtel, Gesammtausgabe, aparegueren tots els números de la música incidental junts en una publicació, amb tota l'orquestració.

### Interpretacions rellevants
És freqüent que s'interpretin extractes de la música de Rosamunde, i és una de les músiques més populars. Han estat enregistrats diversos vegades, incloent versions dirigides per Kurt Masur o Claudio Abbado.
La partitura completa, que en una interpretació pot durar al voltant d'una hora, rarament es toca. En un actuació poc habitual, l'Orquestra de Cambra d'Europa, dirigida per Nikolaus Harnoncourt, va interpretar la partitura completa al Styriarte festival, a Graz, Àustria, el juny de 2004. El cor Arnold Schoenberg va cantar les parts corals amb els solistes Elisabeth von Magnus i Florian Boesch.

## Altres usos de la música
L'Obertura va ser utilitzat en una seqüència de ballet en la pel·lícula El fabulós Andersen (1952) de Samuel Goldwyn, amb Danny Kaye de protagonista. La seqüència de ballet va ser ballada per Zizi Jeanmaire. Un fragment de l'Entreacte núm. 2 es va utilitzar en molts episodis Wings of the Red Star, una sèrie per a televisió de Discovery Channel. Un altre extracte el van incorporar a la nadala Mille cherubini in coro, una cançó que popularitzà Luciano Pavarotti en un programa de televisió el Nadal de 1980. La peça també apareix a la pel·lícula de Marvel The Avengers en l'escena del teatre d'òpera alemany.